# Nacionalni park Rocky Mountain
Nacionalni park Rocky Mountain ((hrv.) Stjenovita planina) jedan je od 58 nacionalnih parkova smještenih na području Sjedinjenih Američkih Država.

## Zemljopisni podaci
Nacionalni park Rocky Mountain se nalazi na sjeveru središnjeg dijela američke savezne države Colorado. Smješten je sjeverozapadno od grada Boulder, u gorju Rocky Mountains, a uključuje izvorišni dio rijeke Colorado. Ovaj nacionalni park se rasprostire na 1.075,53 km2 velikom području.
Posjetitelji parka na raspolaganju imaju pet centara predviđenih za posjetitelje.
Park je rasjedom Continental Divide podijeljen na dva dijela, istočni i zapadni. Nacionalni park Rocky Mountain sadrži oko 578 km staza, 150 jezera, oko 720 km potoka, preko 60 planinskih vrhova viših od 3.700 m. Najviši vrh u parku je Longs Peak čija je visina 4346 m.
U parku se na planinskim vrhovima nalazi i nekoliko manjih ledenjaka poput ledenjaka Andrews, Sprague, Tyndall, Taylor, Rowe, Mills i Moomaw te nekoliko područja koja su trajno pod snijegom.

## Klima
Srpanj i kolovoz su najtopliji mjeseci u parku tijekom kojih temperature dosežu do 26°C, iako nije rijetkost da noću padnu ispod 0°C. Ljeti su u poslijepodnevnim satima moguće grmljavinske oluje. Snijeg počinje padati sredinom listopada, pada cijelu zimu, a u svibnju prestaje snježna sezona. Godišnja količina oborina u nacionalnom parku Rocky Mountain iznosi u prosjeku oko 355 mm.
| Klimatološki srednjaci za Nacionalni park Rocky Mountain                                   | Klimatološki srednjaci za Nacionalni park Rocky Mountain | Klimatološki srednjaci za Nacionalni park Rocky Mountain | Klimatološki srednjaci za Nacionalni park Rocky Mountain | Klimatološki srednjaci za Nacionalni park Rocky Mountain | Klimatološki srednjaci za Nacionalni park Rocky Mountain | Klimatološki srednjaci za Nacionalni park Rocky Mountain | Klimatološki srednjaci za Nacionalni park Rocky Mountain | Klimatološki srednjaci za Nacionalni park Rocky Mountain | Klimatološki srednjaci za Nacionalni park Rocky Mountain | Klimatološki srednjaci za Nacionalni park Rocky Mountain | Klimatološki srednjaci za Nacionalni park Rocky Mountain | Klimatološki srednjaci za Nacionalni park Rocky Mountain | Klimatološki srednjaci za Nacionalni park Rocky Mountain |
| mjesec                                                                                     | sij                                                      | velj                                                     | ožu                                                      | tra                                                      | svi                                                      | lip                                                      | srp                                                      | kol                                                      | ruj                                                      | lis                                                      | stu                                                      | pro                                                      | godina                                                   |
| ------------------------------------------------------------------------------------------ | -------------------------------------------------------- | -------------------------------------------------------- | -------------------------------------------------------- | -------------------------------------------------------- | -------------------------------------------------------- | -------------------------------------------------------- | -------------------------------------------------------- | -------------------------------------------------------- | -------------------------------------------------------- | -------------------------------------------------------- | -------------------------------------------------------- | -------------------------------------------------------- | -------------------------------------------------------- |
| srednji maksimum, °C                                                                       | 3,5                                                      | 4,7                                                      | 7,1                                                      | 11,4                                                     | 16,9                                                     | 22,5                                                     | 25,7                                                     | 24,7                                                     | 21,1                                                     | 15,6                                                     | 7,9                                                      | 4,3                                                      | 13,8                                                     |
| srednja dnevna temperatura, °C                                                             | −2,7                                                     | −2,2                                                     | 0,0                                                      | 4,4                                                      | 8,9                                                      | 13,3                                                     | 16,6                                                     | 15,5                                                     | 11,6                                                     | 7,2                                                      | 1,1                                                      | −2,2                                                     | 6,1                                                      |
| srednji minimum, °C                                                                        | −8,7                                                     | −8,2                                                     | −6,3                                                     | −2,8                                                     | 1,4                                                      | 5,0                                                      | 7,8                                                      | 7,0                                                      | 3,2                                                      | −1,0                                                     | −5,1                                                     | −8,0                                                     | −1,3                                                     |
| oborine, mm                                                                                | 10,2                                                     | 12,7                                                     | 22,8                                                     | 33,0                                                     | 50,8                                                     | 45,7                                                     | 55,9                                                     | 48,2                                                     | 30,5                                                     | 20,3                                                     | 15,2                                                     | 12,7                                                     | 355,6                                                    |
| Izvor: Rocky Mountain National Park Climate Information, podaci za razdoblje 1961. – 1990. |                                                          |                                                          |                                                          |                                                          |                                                          |                                                          |                                                          |                                                          |                                                          |                                                          |                                                          |                                                          |                                                          |

## Povijest
Prema nekim dokazima područje parka su još prije 10.000 godina posjećivali Indijanci, ali je njihov utjecaj bio vrlo mali, štoviše zabilježeno je da su kroz područje parka prolazili ali se nisu zadržavali. Zapadni dio nacionalnog parka Rocky Mountain oko područja Grand Lake ((hrv.) Veliko jezero) su posjećivali Indijanci plemena Juti, a pripadnici plemena Arapaho su lovili oko područja Estes Park.
Prvi bijelac koji je posjetio park bio je 1820. godine Stephen Harriman Long, vođa Long ekspedicije, po kojem je imenovan vrh Long Peak
Joel Estes, po kojem je imenovano područje Estes Park, i njegov sin su tijekom lovačke ekspedicije 1859. došli u ovo područje, a već sljedeće 1860. je doselila cijela obitelj i bavila se uzgojem stoke, no odselili su 1866. zbog duge i oštre zime.
Masovnije naseljavanje područja započinje 1880. godine nakon otvaranja rudnika u planinama Never Summer. Doseljenici su uz veliku promociju medija osnovali rudarski grad Lulu City no kako se pokazalo da rudnik sadrži male količine rude 1883. većina stanovnika odlazi. Obližnji grad Dutchtown napušten je 1884.
Godine 1884. u područje parka je došao 14-godišnji dječak Enos Mills koji je istraživao planinsko područje i napisao mnoštvo knjiga i članaka opisujući područje nacionalnog parka. Enos Mills je zagovarao osnivanje nacionalnog parka, pa je unatoč ljubavi prema ovom području, često boravio u gradovima na istoku Sjedinjenih Američkih Država gdje se zalagao za provedbu svoje ideje. Napokon 26. siječnja 1915. predsjednik Woodrow Wilson je, nakon odobrenja Kongresa, potpisao odluku o osnivanju nacionalnog parka Rocky Mountain. Tijekom vremena područje parka se širilo da bi 1929. obuhvatilo i područje Never Summer Range.

## Životinjski svijet
U parku obitava populacija od oko 1.000 sjevernih jelena, a dolina Kawaneeche je dom rijetkih losova. U područje Horseshoe parka nerijetko dolaze mufloni u potrazi za mineralima. Uobičajena životinja u području nacionalnog parka je puma, a park je također dom malim i rijetkim populacijama risa. U nižim šumama uobičajen je crni medvjed. Od manjih sisavaca područje parka nastanjuju vjeverice i svisci žutog trbuha ((lat.) Marmota flaviventris).

## Biljni svijet
Najniža područja parka čine planinske šume i travnjaci. Bor ((lat.) Pinus ponderosa) koji preferira područja s manje vlage dominira područjem, premda se na višim visinama nalaze i Douglasove jele ((lat.) Pseudotsuga). Iznad nadomrske visine od 2.700 m planinske šume ustupaju mjesto podalpskim šumama. U ovoj su zoni uobičajene Engelmanove smreke ((lat.) Picea engelmannii) i podalpske jele ((lat.) Abies lasiocarpa). Šume na ovoj nadmorskoj visini imaju imaju više vlage nego planinske, pa su zbog toga i gušće. Na visini od oko 3.500 m počinje područje velike alpske tundre bez šume. Zahvaljujući hladnoj klimi i oštrim vjetrovima biljke u području tundre su male a vrijeme rasta im je ograničeno. Uzduž parka, uz potoke, nalaze se bujne močvare.

## Aktivnosti
Park je omiljeno izletište ljudi željnih života u prirodi, kampera, planinara, slobodnih penjača ili sportskih ribolovaca. Tijekom zime kad područje parka prekrije snijeg posjetitelji se bave skijaškim trčanjem ili jednostavnim pješačenjem po snijegu. U nacionalnom parku Rocky Mountain je dozvoljeno kampiranje u nekoliko za to predviđenih kampova.

## Vanjske poveznice
- http://rockymountainnationalpark.com/  Arhivirana inačica izvorne stranice od 24. studenoga 2010. (Wayback Machine)
- Rocky Mountain National Park (engl.)  Arhivirana inačica izvorne stranice od 21. studenoga 2010. (Wayback Machine)

## Ostali projekti
|  | Zajednički poslužitelj ima još gradiva o temi Nacionalni park Rocky Mountain |